# Lista de premiados no Cineserra
Esta é uma lista dos vencedores do prêmio Cineserra – Festival do Audiovisual da Serra Gaúcha desde sua 1ª edição, em 2013.
| Legenda  | Legenda                                                       |
| -------- | ------------------------------------------------------------- |
| Regional | Contempla participantes de munícipios da Serra Gaúcha         |
| Estadual | Contempla participantes de todo o estado do Rio Grande do Sul |

## Melhor Filme de Ficção
| Ano  | Vencedor                      | Direção                                            | Categoria                   | Certame  |
| ---- | ----------------------------- | -------------------------------------------------- | --------------------------- | -------- |
| 2013 | Armada                        | Filipe Ferreira                                    | Filme de Ficção             | Regional |
| 2014 | Crianças                      | Ruy Fritsch                                        | Filme de Ficção             | Regional |
| 2014 | Linda – Uma História Horrível | Bruno Gularte Barreto                              | Filme de Ficção             | Estadual |
| 2014 | Perspective, de Caxias do Sul | Luis Rech, Nicolas Tessari e Rodrigo Machado       | Voto Popular                | Estadual |
| 2015 | Menu                          | Filipe Mello                                       | Filme de Ficção             | Regional |
| 2015 | Caçador                       | Rafael Duarte e Taísa Ennes Marques                | Filme de Ficção             | Estadual |
| 2016 | Jazigo                        | Mateus Frazão                                      | Filme de Ficção             | Regional |
| 2016 | Another Empty Space           | Davi de Oliveira Pinheiro                          | Filme de Ficção             | Estadual |
| 2016 | Horas                         | Boca Migotto                                       | Prêmio da Crítica da ACCIRS | Estadual |
| 2016 | O Diabo no Armário            | Fernando Menegatti                                 | Voto Popular                | Estadual |
| 2017 | Kátharsis                     | Mirela Kruel                                       | Filme de Ficção             | Regional |
| 2017 | Ruby                          | Luciano Scherer, Guilherme Soster e Jorge Loureiro | Filme de Ficção             | Estadual |
| 2017 | Sob Águas Claras e Inocentes  | Emiliano Cunha                                     | Prêmio da Crítica da ACCIRS | Estadual |
| 2017 | Saturno                       | Leonardo da Rosa                                   | Voto Popular                | Estadual |
| 2019 | Subtexto                      | Cristian Beltrán                                   | Filme de Ficção             | Regional |
| 2019 | Sem Abrigo                    | Leonardo Remor                                     | Filme de Ficção             | Estadual |
| 2019 | Outro Tempo                   | Manu Zilveti                                       | Voto Popular                | Estadual |
| 2020 | Depois da Meia-Noite          | Mirela Kruel                                       | Filme de Ficção             | Regional |
| 2020 | Dia de Mudança                | Boca Migotto                                       | Filme de Ficção             | Estadual |
| 2020 | O Menino das Estrelas         | Irmãos Christofoli                                 | Voto Popular                | Estadual |
| 2021 | Eutanásia                     | Luís Rech                                          | Filme de Ficção             | Regional |
| 2021 | Dois Homens ao Mar            | Gabriel Motta                                      | Filme de Ficção             | Estadual |
| 2021 | Bochincho, O Filme            | Guilherme Suman                                    | Voto Popular                | Estadual |

## Melhor Filme Documentário
| Ano  | Vencedor                           | Direção                                            | Categoria                   | Certame  |
| ---- | ---------------------------------- | -------------------------------------------------- | --------------------------- | -------- |
| 2013 | Profissão: Músico                  | Daniel Ignácio Vargas                              | Filme Documentário          | Regional |
| 2014 | Heranças                           | Maicon Dewes                                       | Filme Documentário          | Regional |
| 2014 | Cine Brasília                      | Boca Migotto                                       | Filme Documentário          | Estadual |
| 2014 | 15ª Jornada Nacional de Literatura | Carlos Teston                                      | Voto Popular                | Estadual |
| 2015 | O Aviador                          | Giancarlo Duarte e Marcelo Sanguitão               | Filme Documentário          | Regional |
| 2015 | Memórias em Sal de Prata           | Boca Migotto                                       | Filme Documentário          | Estadual |
| 2016 | Talian                             | Michel Marchetti da Rosa                           | Filme Documentário          | Regional |
| 2016 | Às Margens                         | Boca Migotto                                       | Filme Documentário          | Estadual |
| 2016 | Navegantes                         | Emiliano Cunha, Lívia Pasqual e Thais Fernandes    | Prêmio da Crítica da ACCIRS | Estadual |
| 2016 | Mestres                            | Tiago Fernandes e Marcelo de Miranda Noms          | Voto Popular                | Estadual |
| 2017 | Não houve premiação                |                                                    | Filme Documentário          | Regional |
| 2017 | Sena, Os Fios em Prosa             | Marcelo da Rosa Costa e Cacá Sena                  | Filme Documentário          | Estadual |
| 2017 | Manifesto Porongos                 | Thiago Köche                                       | Prêmio da crítica da ACCIRS | Estadual |
| 2017 | Pobre, Preto, Puto                 | Diego Tafarel                                      | Voto Popular                | Estadual |
| 2019 | Sou Ana Mazzotti                   | Breno Dallas e João Boaventura                     | Filme Documentário          | Regional |
| 2019 | Que Som Tem a Distância            | Marcela Schild                                     | Filme Documentário          | Estadual |
| 2019 | Um Corpo Feminino                  | Thais Fernandes                                    | Voto Popular                | Estadual |
| 2020 | Compro Sonhos                      | Robinson Cabral                                    | Filme Documentário          | Regional |
| 2020 | A Maior Locadora do Mundo          | Matheus Mombelli                                   | Filme Documentário          | Estadual |
| 2020 | Bem-Vindo a Caxias do Sul          | Lucas Freitas, Ketlin de Lima e Rafaella Constante | Voto Popular                | Estadual |
| 2021 | Demba África                       | Marcelo da Rosa Costa                              | Filme Documentário          | Regional |
| 2021 | O Que Pode um Corpo?               | Victor Di Marco e Márcio Picoli                    | Filme Documentário          | Estadual |
| 2021 | Demba África                       | Marcelo da Rosa Costa                              | Voto Popular                | Estadual |

## Melhor Diretor
| Ano  | Vencedor                                               | Filme                                      | Categoria             | Certame  |
| ---- | ------------------------------------------------------ | ------------------------------------------ | --------------------- | -------- |
| 2013 | Robinson Cabral                                        | É Proibido Falar Italiano                  | Ficção                | Regional |
| 2013 | Éverton Rigatti                                        | De Outros Tempos                           | Documentário          | Regional |
| 2014 | Luis Rech, Nicolas Tessari e Rodrigo Machado           | Perspective                                | Ficção                | Regional |
| 2014 | Maicon Dewes                                           | Heranças                                   | Documentário          | Regional |
| 2014 | Emiliano Cunha                                         | Tomou Café e Esperou                       | Ficção                | Estadual |
| 2014 | Marcelo Andrighetti                                    | Boca de Rua – Vozes de Uma gente invisível | Documentário          | Estadual |
| 2015 | Ana Cristina Paulus, Boca Migotto e Felipe Gue Martini | Consertam-se Gaitas                        | Ficção e Documentário | Regional |
| 2015 | Rafael Duarte e Taísa Ennes Marques                    | Caçador                                    | Ficção e Documentário | Estadual |
| 2016 | Mateus Frazão                                          | Jazigo                                     | Ficção e Documentário | Regional |
| 2016 | Boca Migotto                                           | Horas                                      | Ficção e Documentário | Estadual |
| 2017 | Mirela Kruel                                           | Kátharsis                                  | Ficção e Documentário | Regional |
| 2017 | Pedro Bughay                                           | Exílio                                     | Ficção e Documentário | Estadual |
| 2019 | Breno Dallas e João Boaventura                         | Sou Ana Mazzotti                           | Ficção e Documentário | Regional |
| 2019 | Guto Bozzetti                                          | Mocinho e Bandido                          | Ficção e Documentário | Estadual |
| 2020 | Robinson Cabral                                        | Compro Sonhos                              | Ficção e Documentário | Regional |
| 2020 | Emiliano Cunha                                         | Endotermia                                 | Ficção e Documentário | Estadual |
| 2021 | Renato Winckiewicz                                     | Esta Não é Uma Comédia de Natal            | Ficção e Documentário | Regional |
| 2021 | Kiwi Bertola                                           | O Carnaval de Gregor                       | Ficção e Documentário | Estadual |

## Melhor Ator
| Ano  | Vencedor             | Filme                     | Categoria             | Certame  |
| ---- | -------------------- | ------------------------- | --------------------- | -------- |
| 2013 | Joanin Andrighetti   | É Proibido Falar Italiano | Ficção                | Regional |
| 2014 | Girley Paes          | Crianças                  | Ficção                | Regional |
| 2014 | Milton Mattos        | Tomou Café e Esperou      | Ficção                | Estadual |
| 2015 | Jean Carlo Dal’Alba  | Menu                      | Ficção e Documentário | Regional |
| 2015 | Samuel Reginatto     | Caçador                   | Ficção e Documentário | Estadual |
| 2016 | Rodrigo Visentin     | Jazigo                    | Ficção e Documentário | Regional |
| 2016 | Nelson Diniz         | Horas                     | Ficção e Documentário | Estadual |
| 2017 | Gabriel Ditelles     | Review                    | Ficção e Documentário | Regional |
| 2017 | João Carlos Castanha | Inatingível               | Ficção e Documentário | Estadual |
| 2019 | Cristian Beltrán     | Subtexto                  | Ficção e Documentário | Regional |
| 2019 | João Vitor Machado   | Mocinho e Bandido         | Ficção e Documentário | Estadual |
| 2020 | Paulo Pretz          | O Roteirista              | Ficção e Documentário | Regional |
| 2020 | Clemente Viscaíno    | Veraneio                  | Ficção e Documentário | Estadual |
| 2021 | Fábio Vergani        | Jogo do Sério             | Ficção e Documentário | Regional |
| 2021 | Clemente Viscaíno    | Enquanto Está Quente      | Ficção e Documentário | Estadual |

## Melhor Atriz
| Ano  | Vencedora             | Filme                         | Categoria             | Certame  |
| ---- | --------------------- | ----------------------------- | --------------------- | -------- |
| 2013 | Odelta Simonetti      | Amargor                       | Ficção                | Regional |
| 2014 | Maria do Horto Coelho | Ia dizer que Voltei           | Ficção                | Regional |
| 2014 | Sandra Dani           | Linda – Uma História Horrível | Ficção                | Estadual |
| 2015 | Não houve premiação   |                               | Ficção e Documentário | Regional |
| 2015 | Araci Esteves         | Gotas de Fumaça               | Ficção e Documentário | Estadual |
| 2016 | Lara Klinger          | Mira                          | Ficção e Documentário | Regional |
| 2016 | Áurea Baptista        | Objetos Zanin de Paula        | Ficção e Documentário | Estadual |
| 2017 | Fernanda Petit        | Kátharsis                     | Ficção e Documentário | Regional |
| 2017 | Duda Meneghetti       | Escape                        | Ficção e Documentário | Estadual |
| 2019 | Ana Michelon Gomes    | O Inimigo                     | Ficção e Documentário | Regional |
| 2019 | Rejane Arruda         | Sem Abrigo                    | Ficção e Documentário | Estadual |
| 2020 | Monique Trevisan      | Toca pro Inferno!             | Ficção e Documentário | Regional |
| 2020 | Sandra Dani           | Veraneio                      | Ficção e Documentário | Estadual |
| 2021 | Suzy Menegat          | O Imenso e Invisível          | Ficção e Documentário | Regional |
| 2021 | Paula Souza           | Fragmentos ao Vento: 1945     | Ficção e Documentário | Estadual |

## Melhor Roteiro
| Ano  | Vencedor                                | Filme                          | Categoria             | Certame  |
| ---- | --------------------------------------- | ------------------------------ | --------------------- | -------- |
| 2013 | Robinson Cabral                         | É Proibido Falar Italiano      | Ficção                | Regional |
| 2013 | Não houve premiação                     |                                | Documentário          | Regional |
| 2014 | Mateus Frazão                           | Ia dizer que voltei            | Ficção                | Regional |
| 2014 | Elisângela Silva                        | Heranças                       | Documentário          | Regional |
| 2014 | Bruno Gularte Barreto                   | Linda – Uma história horrível  | Ficção                | Estadual |
| 2014 | Boca Migotto                            | Cine Brasília                  | Documentário          | Estadual |
| 2015 | Quim Douglas Dalberto                   | Menu                           | Ficção e Documentário | Regional |
| 2015 | Camila Von Holdefer e Ulisses Da Motta  | Luz Natural                    | Ficção e Documentário | Estadual |
| 2016 | Mateus Frazão                           | Jazigo                         | Ficção e Documentário | Regional |
| 2016 | Davi de Oliveira Pinheiro e Leo Garcia  | Another Empty Space            | Ficção e Documentário | Estadual |
| 2017 | Cristiana Livotto e Giovani Zaffari     | Latíbulo                       | Ficção e Documentário | Regional |
| 2017 | Maurício Canterle e Thiago Brasil       | Espelho Hexagonal              | Ficção e Documentário | Estadual |
| 2019 | Douglas Bolzan                          | O Homem que Via Música em Tudo | Ficção e Documentário | Regional |
| 2019 | Felipe Iesbick                          | À Sombra                       | Ficção e Documentário | Estadual |
| 2020 | Gustavo Jander da Rocha                 | Toca pro Inferno!              | Ficção e Documentário | Regional |
| 2020 | Roberto Burd                            | Êles                           | Ficção e Documentário | Estadual |
| 2021 | Luís Rech e Maicon Firmiano             | Eutanásia                      | Ficção e Documentário | Regional |
| 2021 | Diego Tafarel, Rudinei Kopp e Zé Corrêa | Nilson, Filho do Campeão       | Ficção e Documentário | Estadual |

## Melhor Fotografia
| Ano  | Vencedor                | Filme                                      | Categoria             | Certame  |
| ---- | ----------------------- | ------------------------------------------ | --------------------- | -------- |
| 2013 | Luciano Paim            | Armada                                     | Ficção                | Regional |
| 2013 | Janete Kriger           | Bruno Segalla                              | Documentário          | Regional |
| 2014 | Ruy Fritsch             | Crianças                                   | Ficção                | Regional |
| 2014 | Maicon Dewes            | Heranças                                   | Documentário          | Regional |
| 2014 | Pablo Chasseraux        | Kassandra                                  | Ficção                | Estadual |
| 2014 | Greg Kuhn               | Boca de Rua – Vozes de uma Gente Invisível | Documentário          | Estadual |
| 2015 | Giancarlo Duarte        | O Aviador                                  | Ficção e Documentário | Regional |
| 2015 | Rafael Duarte           | Caçador                                    | Ficção e Documentário | Estadual |
| 2016 | Rayza Roveda            | Jazigo                                     | Ficção e Documentário | Regional |
| 2016 | Bruno Polidoro          | Horas                                      | Ficção e Documentário | Estadual |
| 2017 | Lucas Cunha             | Passos                                     | Ficção e Documentário | Regional |
| 2017 | Felipe Rosa             | Espelho Hexagonal                          | Ficção e Documentário | Estadual |
| 2019 | Breno Dallas            | O Homem que via Música em Tudo             | Ficção e Documentário | Regional |
| 2019 | Rodger Timm             | Fè Mye Talè                                | Ficção e Documentário | Estadual |
| 2020 | Eduardo Nascimento Rosa | Depois da Meia-Noite                       | Ficção e Documentário | Regional |
| 2020 | Juliano Dutra           | Who’s That Man Inside My House             | Ficção e Documentário | Estadual |
| 2021 | Johnny Brando           | O Imenso e Invisível                       | Ficção e Documentário | Regional |
| 2021 | Juliano Dutra           | Bochincho, O Filme                         | Ficção e Documentário | Estadual |

## Melhor Direção de Arte
| Ano  | Vencedor                                          | Filme                    | Categoria             | Certame  |
| ---- | ------------------------------------------------- | ------------------------ | --------------------- | -------- |
| 2013 | Filipe Mello                                      | As Últimas Palavras      | Ficção                | Regional |
| 2013 | Não houve premiação                               |                          | Documentário          | Regional |
| 2014 | Ruy Fritsch e Shaiane Dartora                     | Crianças                 | Ficção                | Regional |
| 2014 | Não houve premiação                               |                          | Documentário          | Regional |
| 2014 | Ana Gusson                                        | Kassandra                | Ficção                | Estadual |
| 2014 | Não houve premiação                               |                          | Documentário          | Estadual |
| 2015 | Carine Panigaz                                    | Menu                     | Ficção e Documentário | Regional |
| 2015 | Mariana Garcia Vasconcellos                       | Descompasso              | Ficção e Documentário | Estadual |
| 2016 | Rayza Roveda                                      | Jazigo                   | Ficção e Documentário | Regional |
| 2016 | Renata Heinz                                      | Apenas um Dia            | Ficção e Documentário | Estadual |
| 2017 | Paulo Macedo                                      | Cadê o Circo             | Ficção e Documentário | Regional |
| 2017 | Luciano Scherer, Guilherme Soster, Jorge Loureiro | Ruby                     | Ficção e Documentário | Estadual |
| 2019 | Pauline Hipólito                                  | Subtexto                 | Ficção e Documentário | Regional |
| 2019 | Gianna Soccol                                     | Pelos Velhos Tempos      | Ficção e Documentário | Estadual |
| 2020 | Sheila Marafon                                    | O Menino da Terra do Sol | Ficção e Documentário | Regional |
| 2020 | Gianna Soccol                                     | 386                      | Ficção e Documentário | Estadual |
| 2021 | Daniela Nespolo                                   | Quando Só Há Palavras    | Ficção e Documentário | Regional |
| 2021 | Pauliana Becker                                   | Bochincho, O Filme       | Ficção e Documentário | Estadual |

## Melhor Edição
| Ano  | Vencedor                                             | Filme                                      | Categoria             | Certame  |
| ---- | ---------------------------------------------------- | ------------------------------------------ | --------------------- | -------- |
| 2013 | Rogério Mottin                                       | Armada                                     | Ficção                | Regional |
| 2013 | Boca Migotto                                         | Tcheco                                     | Documentário          | Regional |
| 2014 | Nicolas Tessari e Rodrigo Machado                    | Perspective                                | Ficção                | Regional |
| 2014 | Não houve premiação                                  |                                            | Documentário          | Regional |
| 2014 | Abel Roland e Emiliano Cunha                         | Lobos                                      | Ficção                | Estadual |
| 2014 | Alfredo Barros e Samuel Bovo                         | Boca de Rua – Vozes de uma Gente Invisível | Documentário          | Estadual |
| 2015 | Boca Migotto e Matheus Piccoli                       | Consertam-se Gaitas                        | Ficção e Documentário | Regional |
| 2015 | Felipe Iesbicick                                     | Luz Natural                                | Ficção e Documentário | Estadual |
| 2016 | Michel Marchetti da Rosa                             | Talian                                     | Ficção e Documentário | Regional |
| 2016 | Giulia Góes                                          | Água                                       | Ficção e Documentário | Estadual |
| 2017 | Giovani Zaffari                                      | Latíbulo                                   | Ficção e Documentário | Regional |
| 2017 | Vitor Liesenfeld                                     | Mãe dos Monstros                           | Ficção e Documentário | Estadual |
| 2019 | Michel Kriger                                        | Subtexto                                   | Ficção e Documentário | Regional |
| 2019 | Daniel Almeida                                       | Pelos Velhos Tempos                        | Ficção e Documentário | Estadual |
| 2020 | Joana Bernardes                                      | Depois da Meia-Noite                       | Ficção e Documentário | Regional |
| 2020 | Lucas Reis                                           | Who’s That Man Inside My House             | Ficção e Documentário | Estadual |
| 2021 | Daniel Vargas, Rafael Vebber e Marcelo da Rosa Costa | Demba África                               | Ficção e Documentário | Regional |
| 2021 | Guilherme Carravetta de Carli                        | Reunião                                    | Ficção e Documentário | Estadual |

## Melhor Desenho de Som
| Ano  | Vencedor                      | Filme                    | Categoria             | Certame  |
| ---- | ----------------------------- | ------------------------ | --------------------- | -------- |
| 2017 | Giovani Zaffari               | Latíbulo                 | Ficção e Documentário | Regional |
| 2017 | Leandro Schirmer              | Espelho Hexagonal        | Ficção e Documentário | Estadual |
| 2019 | Francisco Maffei              | Sou Ana Mazzotti         | Ficção e Documentário | Regional |
| 2019 | Bafo Na Nuca Música           | Lithium                  | Ficção e Documentário | Estadual |
| 2020 | Michel Marchetti              | O Menino da Terra do Sol | Ficção e Documentário | Regional |
| 2020 | Kiko Ferraz e Christian Vaisz | Sonata                   | Ficção e Documentário | Estadual |
| 2021 | Pavão Negro                   | Jogo do Sério            | Ficção e Documentário | Regional |
| 2021 | Maicon Herdina                | Enquanto Eu Respirar     | Ficção e Documentário | Estadual |

## Melhor Trilha Sonora
| Ano  | Vencedor                                           | Filme                          | Categoria             | Certame  |
| ---- | -------------------------------------------------- | ------------------------------ | --------------------- | -------- |
| 2013 | Fausto Prado                                       | Armada                         | Ficção                | Regional |
| 2013 | Felipe Gue Martini                                 | Gigante de Ferro               | Documentário          | Regional |
| 2014 | Eloy Fritsch                                       | Crianças                       | Ficção                | Regional |
| 2014 | Chico Pereira                                      | Kassandra                      | Ficção                | Estadual |
| 2015 | Giancarlo Duarte                                   | O Aviador                      | Ficção e Documentário | Regional |
| 2015 | Chico Pereira                                      | Luz Natural                    | Ficção e Documentário | Estadual |
| 2016 | Felipe Gue Martini e Vitor Lemos                   | À Sombra das Videiras          | Ficção e Documentário | Regional |
| 2016 | Daian Gobbi, Rodrigo Marcon e Ricardo Mabilia      | O Movimento do Escuro          | Ficção e Documentário | Estadual |
| 2017 | Cristian Beltrán, Paulo Macedo, Janio Nunes e SONA | Cadê o Circo                   | Ficção e Documentário | Regional |
| 2017 | Rafuagi                                            | Manifesto Porongos             | Ficção e Documentário | Estadual |
| 2019 | Beto Scopel e Ccoma                                | O Homem que Via Música em Tudo | Ficção e Documentário | Regional |
| 2019 | Idòwú Akinrúli e Gustavo Foppa                     | Fè Mye Talè                    | Ficção e Documentário | Estadual |
| 2020 | Doug Trancoso                                      | Voos da Alma                   | Ficção e Documentário | Regional |
| 2020 | Jonts Ferreira                                     | Nós Montanha                   | Ficção e Documentário | Estadual |
| 2021 | Carlos Balbinot e Rafael De Boni                   | Tonto                          | Ficção e Documentário | Regional |
| 2021 | Edu K                                              | Amor Sangue Dor                | Ficção e Documentário | Estadual |

## Melhor Videoclipe
| Ano  | Colocação                   | Vencedor (Artista)                                                  | Direção                                         | Certame  |
| ---- | --------------------------- | ------------------------------------------------------------------- | ----------------------------------------------- | -------- |
| 2013 | 1º Lugar                    | Inner Pain (Hecatombe)                                              | Dêivis Horbach                                  | Regional |
| 2013 | 2º Lugar                    | Milonga para los Perros (Projeto CCOMA)                             | Robinson Cabral                                 | Regional |
| 2013 | 3º Lugar                    | Faz-me (Grandfúria)                                                 | Filipe Mello                                    | Regional |
| 2014 | 1º Lugar                    | I Hang My Head (Spangled Shore)                                     | Danni Rossi                                     | Regional |
| 2014 | 2º Lugar                    | Up in the Sky (Mindgarden)                                          | Daniel De Bem                                   | Regional |
| 2014 | 3º Lugar                    | Cosmopolita (Projeto Ccoma)                                         | Robinson Cabral                                 | Regional |
| 2014 | 1º Lugar                    | Contando Estrelas (Tequila Baby)                                    | Deivis Horbach                                  | Estadual |
| 2014 | 2º Lugar                    | Dia Feliz (General Bonimores)                                       | Carlos Teston                                   | Estadual |
| 2014 | 3º Lugar                    | Tit For Tat (Luciano Leães)                                         | Renata Heinz                                    | Estadual |
| 2014 | Voto Popular                | Tit For Tat (Luciano Leães)                                         | Renata Heinz                                    | Estadual |
| 2015 | 1º Lugar                    | The Song Can Kill You (Spangled Shore)                              | Danni Rossi                                     | Regional |
| 2015 | 2º Lugar                    | Eu vou Ficar Aqui (Franciele Duarte)                                | Filipe Mello                                    | Regional |
| 2015 | 3º Lugar                    | É Assim que vai Ser (3 Versus)                                      | Lissandro Stallivieri                           | Regional |
| 2015 | 1º Lugar                    | Pain (Hibria)                                                       | Deivis Horbach                                  | Estadual |
| 2015 | 2º Lugar                    | Polegar Solitário (Los Marias)                                      | Carlos Teston                                   | Estadual |
| 2015 | 3º Lugar                    | Keeping the Dream Alive (Daydream XI)                               | Ulisses da Motta                                | Estadual |
| 2016 | 1º Lugar                    | Polaroid (Thiago Wilbert)                                           | Thiago Wilbert                                  | Regional |
| 2016 | 2º Lugar                    | Amore (The Tarentinos)                                              | Juliano Carpeggiani                             | Regional |
| 2016 | 3º Lugar                    | Cosmopolita (Projeto Ccoma)                                         | Robinson Cabral                                 | Regional |
| 2016 | 1º Lugar                    | Grafitti (Vera Loca)                                                | Juliano Carpeggiani                             | Estadual |
| 2016 | 2º Lugar                    | Sem sal (Cartolas)                                                  | Anderson Magal Dorneles                         | Estadual |
| 2016 | 3º Lugar                    | Todo Dia (Allseeone)                                                | Júlia Zanin de Paula                            | Estadual |
| 2016 | Prêmio da Crítica da ACCIRS | Todo Dia (Allseeone)                                                | Júlia Zanin de Paula                            | Estadual |
| 2016 | Voto Popular                | Polaroid (Thiago Wilbert)                                           | Thiago Wilbert                                  | Estadual |
| 2017 | 1º Lugar                    | Ecocide (Caórdica)                                                  | Letícia Assis                                   | Regional |
| 2017 | 2º Lugar                    | Aço-Pessoa (Ccoma)                                                  | Roberto Scopel e Luciano Balen                  | Regional |
| 2017 | 3º Lugar                    | Quando uma Canção te Escolhe (Nenê Flores)                          | Letícia Assis                                   | Regional |
| 2017 | 1º Lugar                    | Clínica (Polares)                                                   | Deivis Horbach                                  | Estadual |
| 2017 | 2º Lugar                    | Pineal (Tagore)                                                     | Fabrício Koltermann                             | Estadual |
| 2017 | 3º Lugar                    | Inner Riots (Swansea)                                               | Rafael Duarte e Gabriel Faccini                 | Estadual |
| 2017 | Prêmio da Crítica da ACCIRS | Ecocide (Caórdica)                                                  | Letícia Assis                                   | Estadual |
| 2017 | Voto Popular                | Could You Please (Akeem)                                            | Anderson Pizarro Dorneles                       | Estadual |
| 2019 | 1º Lugar                    | Almost Unreal (From Autumn)                                         | Maicon Benato                                   | Regional |
| 2019 | 2º Lugar                    | High (Kripper)                                                      | Rafael Willms                                   | Regional |
| 2019 | 3º Lugar                    | Setembro (Vic Limberger)                                            | Lauren Fogaça                                   | Regional |
| 2019 | 1º Lugar                    | Long Fever (L.A.R.A)                                                | Vinícius Lara e Henrique Wallau                 | Estadual |
| 2019 | 2º Lugar                    | Espetáculo (Mun-Rá)                                                 | Bruno dos Anjos                                 | Estadual |
| 2019 | 3º Lugar                    | Reticências (Nei Van Soria)                                         | Eduardo Christofoli                             | Estadual |
| 2019 | Voto Popular                | Lá Fora (Thiago Wilbert e Os Buena Onda)                            | Thiago Wilbert                                  | Estadual |
| 2020 | 1º Lugar                    | Passeio (Férias no Paraíso)                                         | Guillermo Mathias                               | Regional |
| 2020 | 2º Lugar                    | Ame (Coro Juvenil do Moinho - UCS)                                  | Ricardo Alvarenga e Daniel Vargas               | Regional |
| 2020 | 3º Lugar                    | O Que Nos Resta (Natural Dread)                                     | Rafael Willms                                   | Regional |
| 2020 | 1º Lugar                    | Extraordinary In The Ordinary (Akeem Music)                         | Anderson Dorneles                               | Estadual |
| 2020 | 2º Lugar                    | Errante (Fappo e os Humanóides)                                     | Gabriel Motta                                   | Estadual |
| 2020 | 3º Lugar                    | Never Alone (Pavão Negro)                                           | Gustavo Corrêa e Renato Winckiewickz            | Estadual |
| 2020 | Voto Popular                | Never Alone (Pavão Negro)                                           | Gustavo Corrêa e Renato Winckiewickz            | Estadual |
| 2021 | 1º Lugar                    | Fácil (TeTo)                                                        | Guillermo Mathias                               | Regional |
| 2021 | 2º Lugar                    | Menos Ódio e Mais Amor (Robson Gomes com Lismaicon, TSA e DJ Cezar) | Makaveli Filmes                                 | Regional |
| 2021 | 3º Lugar                    | Cartas na Mesa (Rafael Willms)                                      | Rafael Willms                                   | Regional |
| 2021 | 1º Lugar                    | Dinheiro (50 Tons de Pretas):                                       | Matheus Heinz                                   | Estadual |
| 2021 | 2º Lugar                    | Voltando do Trabalho (Projeto Shaun)                                | Bruno dos Anjos                                 | Estadual |
| 2021 | 3º Lugar                    | Tatu (Tagore)                                                       | Fabrício Koltermann                             | Estadual |
| 2021 | Voto Popular                | Se Você Ligar (Charles Frutas)                                      | Ketlin de Lima, Lucas Freitas e Vinicius Angeli | Estadual |

## Melhor Webserie
| Ano  | Vencedor         | Direção          | Categoria           | Certame  |
| ---- | ---------------- | ---------------- | ------------------- | -------- |
| 2020 | Onde Está o Amor | Renata Heinz     | Websérie Não-Ficção | Estadual |
| 2021 | Vim Buscá-lo     | Cristian Beltrán | Websérie Ficção     | Estadual |
| 2021 | Entardecemos     | Sara Fontana     | Websérie Não-Ficção | Estadual |